# 耳基冷水花
耳基冷水花（学名：Pilea auricularis）为荨麻科冷水花属的植物，为中国的特有植物。分布在中国大陆的西藏、云南等地，生长于海拔2,400米至2,800米的地区，常生长在山谷林下阴湿处，目前尚未由人工引种栽培。